# Juliette Lewis
 (mars 2019).
Si vous disposez d'ouvrages ou d'articles de référence ou si vous connaissez des sites web de qualité traitant du thème abordé ici, merci de compléter l'article en donnant les références utiles à sa vérifiabilité et en les liant à la section « Notes et références ».
Pour les articles homonymes, voir Lewis.
Juliette Lewis, de son vrai nom Juliette Lake Lewis, née le 21 juin 1973 à Los Angeles, en Californie, (États-Unis), est une actrice et chanteuse américaine.

## Biographie

### Débuts
Juliette Lake Lewis est née le 21 juin 1973 à Los Angeles, en Californie, aux (États-Unis).

### Famille
Elle est l'un des dix enfants de l'acteur Geoffrey Lewis et de Glenis Batley. Sa mère lui a choisi ce prénom après avoir accouché de manière imprévue à domicile. En prenant son nouveau-né dans les bras, sur le balcon, elle entendit les pigeons roucouler, ce qui lui évoqua la pièce de Shakespeare Romeo and Juliet. Mais elle choisit l’orthographe française car elle avait des réticences vis-à-vis de cette tragédie.
Juliette Lewis n'a que deux ans lorsque ses parents divorcent. Elle grandit au milieu de ses onze demi-frères et demi-sœurs. Dès son plus jeune âge, elle souhaite devenir chanteuse, puis actrice, bien que son père essaie de l'en dissuader[réf. nécessaire]. À l'âge de quatorze ans, sans avoir pris aucun cours de comédie, elle décroche un rôle dans une sitcom comique, I married Dora, et décide de quitter le lycée (qu'elle n'a fréquenté que trois semaines) pour se consacrer à sa carrière de comédienne.

### Carrière
En 1988, elle intègre la distribution de J'ai épousé une extra-terrestre aux côtés de Kim Basinger et Dan Aykroyd, avant d'être propulsée trois ans plus tard sur le devant de la scène grâce au film de Martin Scorsese, Les Nerfs à vif, où elle interprète la jeune Daniela dont la famille est traquée par un dangereux psychopathe. Face à Robert De Niro, elle est étonnante, et elle décroche dans la foulée une nomination aux Golden Globes et aux Oscars dans la catégorie Meilleure actrice dans un second rôle.

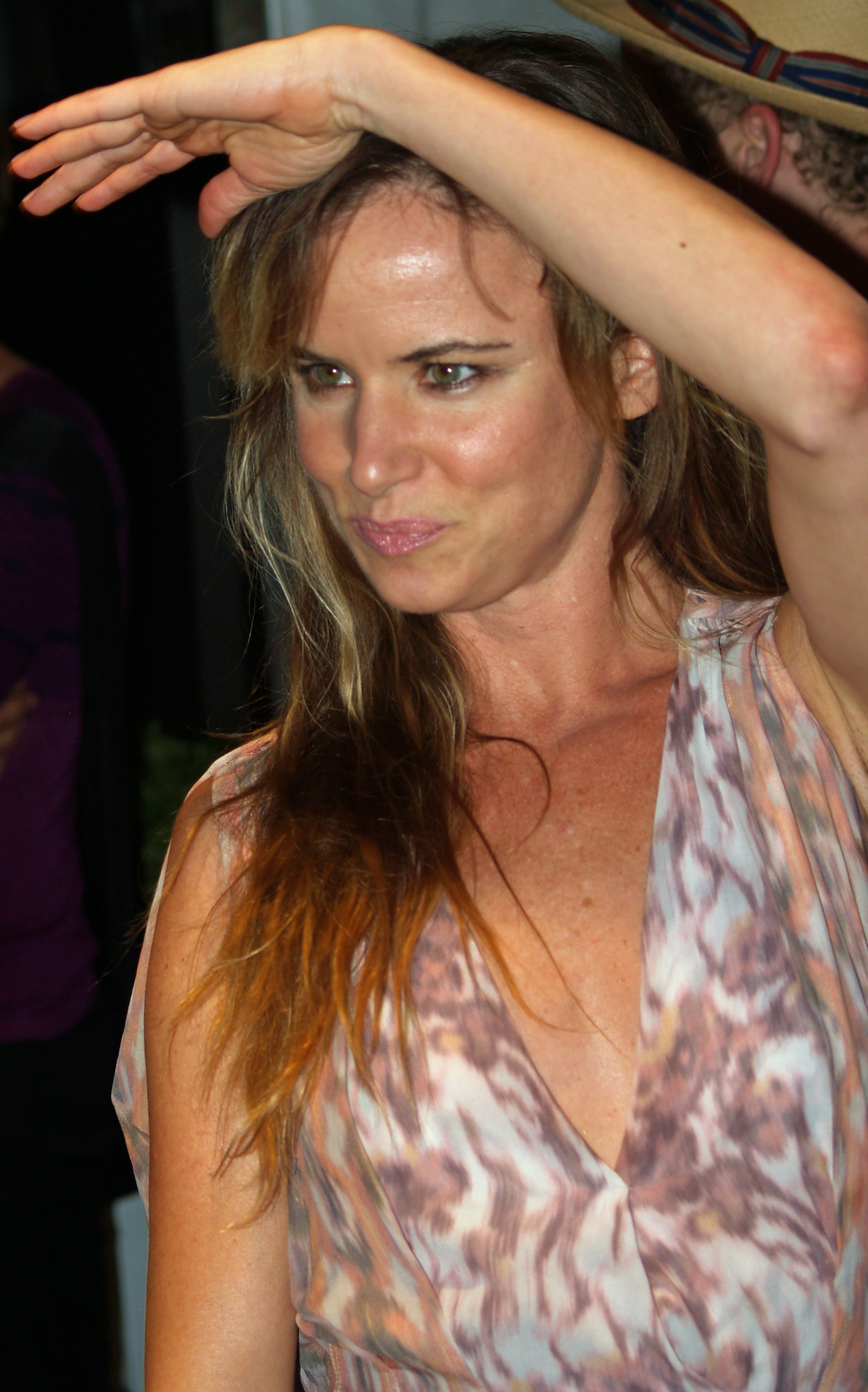
L'actrice au Fashion week de Mercedes-Benz en 2009.

Les années 1990 sont celles de la consécration pour la comédienne, qui montre qu'elle sait prendre des risques en interprétant des personnages périlleux. Elle est ainsi une jeune femme préférant les hommes plus mûrs dans Maris et Femmes de Woody Allen en 1992, elle incarne l'année suivante une fille déjantée et séductrice dans le thriller Kalifornia avec Brad Pitt, en 1993. Elle est particulièrement créative pour ce film, puisque son rôle ne comptait que très peu de répliques dans le scénario original. Elle convainc Dominic Sena que le personnage mérite mieux, et il la laisse ajouter de nombreuses répliques, lui donnant ainsi beaucoup plus de place.
Elle incarne ensuite Becky, aux côtés de Johnny Depp, dans le film Gilbert Grape et devient la représentation fantasmatique de Ralph Fiennes dans le film futuriste Strange Days en 1995. Elle y joue, en effet, le rôle d'une chanteuse de rock et l'on peut notamment y entendre Hardly Wait, une chanson écrite et composée par PJ Harvey, dans la même veine que la musique qu'elle fera plus tard avec son groupe Juliette and the Licks.
Mais c'est véritablement par le biais du film Tueurs nés en 1994 que l'actrice devient célèbre. Dans le film d'Oliver Stone, elle incarne avec Woody Harrelson un couple de serial killers passant à la postérité grâce à la télévision. L'extrême violence du film crée le scandale et permet à Juliette Lewis de se faire un nom.
Après Une nuit en enfer en 1996, la comédienne tourne moins souvent, étant plus rigoureuse sur le choix de ses rôles. On la retrouve face à Ryan Phillippe et Benicio del Toro dans le film policier Way of the Gun en 2000, puis face à Gina Gershon dans Identité suspecte (Picture Claire) l'année suivante. Elle est la meilleure amie de Jennifer Lopez dans le thriller de Michael Apted, Plus jamais et joue aux côtés de Vincent Cassel dans l'adaptation de la bande dessinée Blueberry, l'expérience secrète en 2002.

## Musique

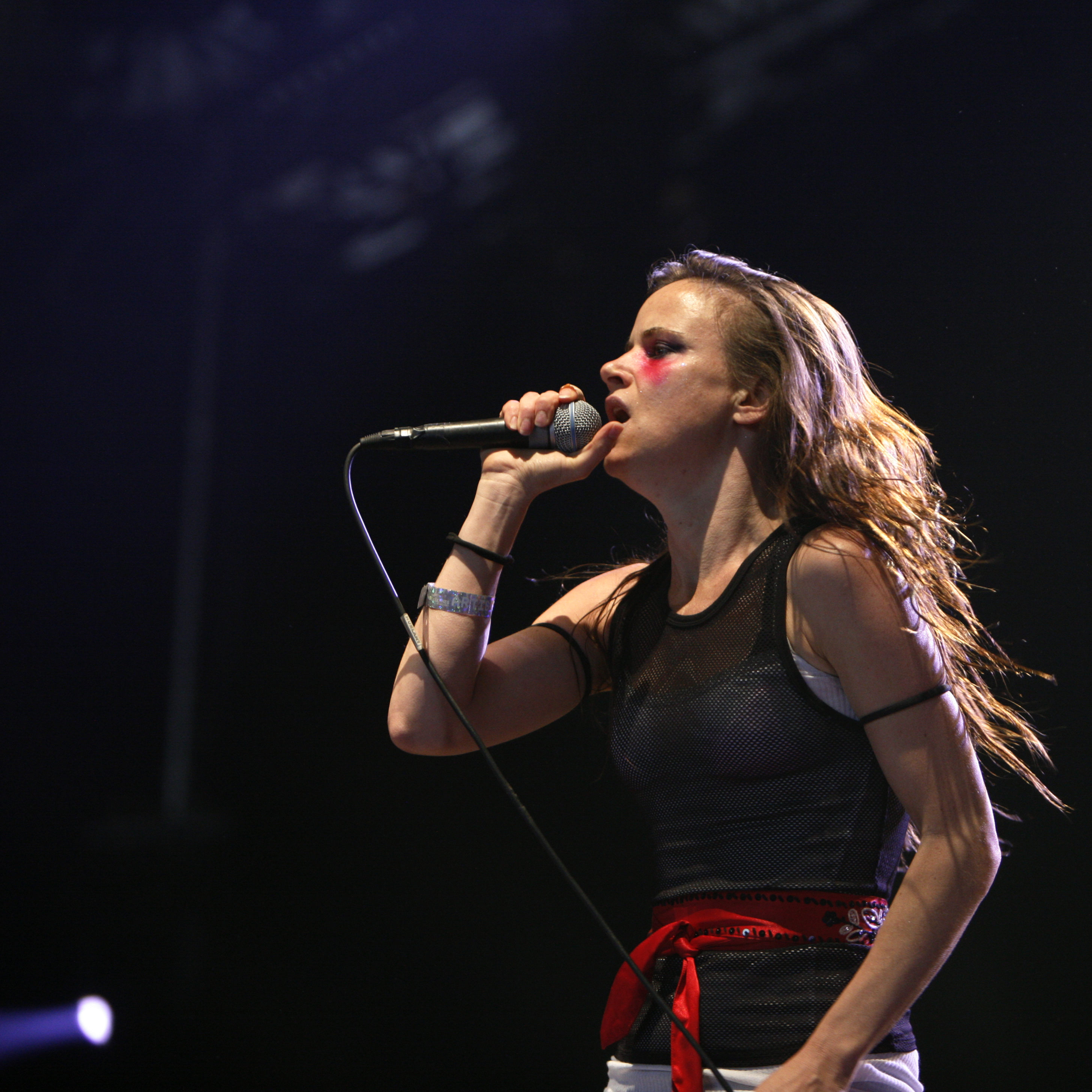
Juliette Lewis aux Eurockéennes en 2007.

Déjà chanteuse pour les besoins de la bande originale du film Strange Days, l'actrice apparaît dans quelques featuring comme sur le titre Bad Brother du groupe The Infidels apparaissant sur la B.O. de The Crow Salvation.

Ce n'est finalement qu'en 2003 qu'elle se lance pleinement dans une carrière musicale en tant que chanteuse et leader du groupe Juliette and the Licks entre 2003 et 2009.

La séparation avec son groupe est l'occasion de sortir son premier album solo Terra Incognita sur le mythique label Roadrunner Records.

Alors qu'elle entame une tournée avec le groupe "the new Romantiques", ils décident de former par suite qu'une seule entité nommée « Juliette & the new romantiques ».
En 2015, elle prête sa voix pour la musique Stickup de Karma Fields & Morten, publiée sur Monstercat.
Elle cite Madonna comme source d'inspiration depuis son enfance.

## Autres participations
- Elle fait plusieurs apparitions dans des séries TV telles que Les Experts ou Mulatschag.
- En 2004, elle chante sur le titre Hotride de Prodigy.
- En 2008, elle anime Radio Broker, l'une des stations de radio du jeu vidéo Grand Theft Auto IV, consacrée au rock alternatif.
- En 2013, elle apparaît et danse aux côtés du chanteur Har Mar Superstar dans le clip vidéo du titre "Prisoner", issu de son album Bye Bye 17
- En 2002, elle est la danseuse dans le clip psychédélique "the zephyr song" du celebre groupe " Red Hot Chili Peppers

## Vie privée
Juliette Lewis était une amie de la chanteuse Amy Winehouse, aujourd'hui décédée. Elle a été mariée au skateboarder Steve Berra (en) de 1999 à 2003.
Juliette Lewis est membre de l’Église de Scientologie,.

## Discographie
Juliette and the Licks

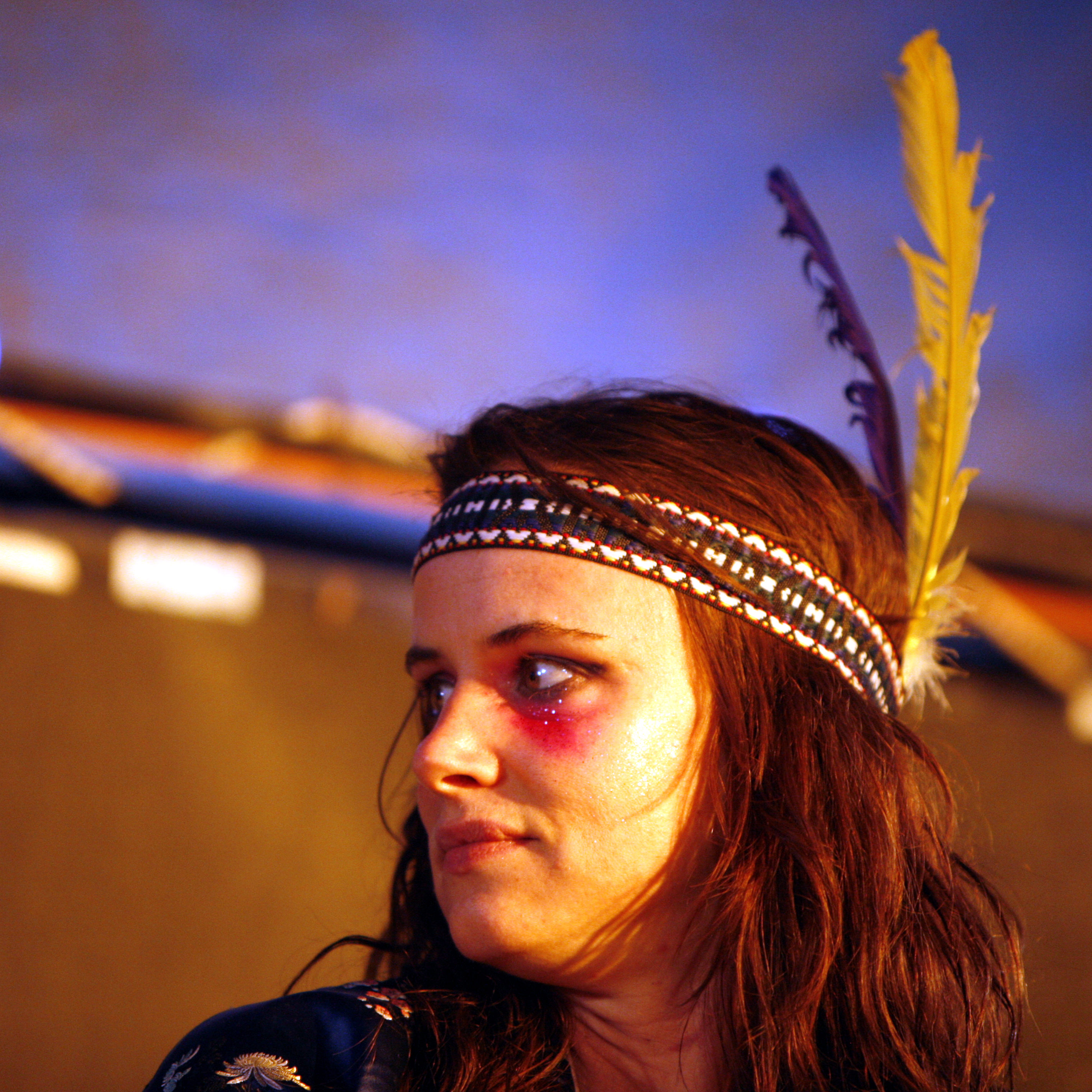
Juliette Lewis aux Eurockéennes en 2007.

- 2005 : ...Like A Bolt of Lightning (EP)
- 2005 : You're Speaking My Language (Album studio)
- 2006 : Four On The Floor (Album studio)

Solo
- 2009 : Terra Incognita (Album studio)
- 2017 : Future Deep (Album studio)

## Filmographie

### Cinéma

#### Années 1980
- 1980 : Bronco Billy de Clint Eastwood (non créditée)
- 1988 : J'ai épousé une extra-terrestre (My Stepmother Is an Alien) de Richard Benjamin : Lexie
- 1989 : Le sapin a les boules (Christmas Vacation) de Jeremiah S. Chechik : Audrey Griswold
- 1989 : Meet the Hollowheads de Thomas R. Burman (en) : Cindy Hollowhead
- 1989 : The Runnin' Kind de Max Tash : Amy Curtis

#### Années 1990
- 1991 : Crooked Hearts de Michael Bortman: Cassie
- 1991 : Les Nerfs à vif (Cape Fear) de Martin Scorsese : Danielle Bowden
- 1992 : Maris et Femmes (Husbands and wives) de Woody Allen : Rain
- 1992 : That Night de Craig Bolotin : Sheryl O'Connor
- 1993 : Kalifornia de Dominic Sena : Adele Corners
- 1993 : Romeo Is Bleeding de Peter Medak : Sheri
- 1993 : Gilbert Grape (What's Eating Gilbert Grape) de Lasse Hallström : Becky
- 1994 : Joyeux Noël (Mixed Nuts) de Nora Ephron : Gracie
- 1994 : Tueurs nés (Natural Born Killers) d'Oliver Stone : Mallory Knox
- 1995 : Strange Days de Kathryn Bigelow : Faith Justin
- 1995 : Basketball Diaries de Scott Kalvert : Diane Moody
- 1996 : Une nuit en enfer (From Dusk Till Dawn) de Robert Rodriguez : Kate Fuller
- 1996 : Étoile du soir (The Evening Star) de Robert Harling : Melanie Horton
- 1998 : Some Girl de Rory Kelly : April
- 1999 : Le Quatrième Étage (The 4th Floor) de Josh Klausner : Jane Emelin
- 1999 : L'Autre Sœur (The Other Sister) de Garry Marshall : Carla Tate

#### Années 2000
- 2000 : Gaudi Afternoon de Susan Seidelman : April
- 2000 : Way of the Gun de Christopher McQuarrie : Robin
- 2000 : Room to Rent de Khaled El Hagar : Linda
- 2001 : Identité suspecte (Picture Claire) de Bruce McDonald : Claire Beaucage
- 2002 : Plus jamais (Enough) de Michael Apted : Ginny
- 2002 : Armitage: Dual Matrix de Katsuhito Akiyama : Naomi Armitage (Voix)
- 2002 : Hysterical Blindness de Mira Nair
- 2003 : Retour à la fac (Old School) de Todd Phillips : Heidi
- 2003 : La Gorge du diable (Cold Creek Manor) de Mike Figgis : Ruby
- 2004 : Starsky et Hutch de Todd Phillips : Kitty
- 2004 : Blueberry, l'expérience secrète de Jan Kounen : Maria Sullivan
- 2005 : Daltry Calhoun de Katrina Holden Bronson : Flora Flick
- 2005 : Aurora Borealis de James Burke : Kate
- 2006 : The Darwin Awards de Finn Taylor : Joleen
- 2006 : Ma vie sans lui (Catch and release) de Susannah Grant : Maureen
- 2006 : Vendeurs d'élite (Grilled) de Jason Ensler : Suzanne
- 2009 : Bliss (Whip It) de Drew Barrymore : Iron Maven
- 2009 : Metropia de Tarik Saleh : Nina (Voix)

#### Années 2010
- 2010 : Sympathy for Delicious de Mark Ruffalo : Ariel Lee
- 2010 : Une famille très moderne (The Switch) de Josh Gordon : Debbie
- 2010 : Conviction de Tony Goldwyn : Roseanna Perry
- 2010 : Date limite (Due Date) de Todd Phillips : Heidi
- 2012 : Hick de Derick Martini : Tammy
- 2013 : Un été à Osage County (August: Osage County) de John Wells : Karen Weston
- 2014 : Hellion de Kat Candler : Pam
- 2015 : Jem et les Hologrammes de Jon Chu : Erica Raymond
- 2016 : Nerve de Henry Joost et Ariel Schulman : Nancy Delmonico
- 2019 : Ma de Tate Taylor : Erica
- 2019 : Dreamland de Bruce McDonald : Countess

#### Années 2020
- 2021 : Music de Sia : Evelyn
- 2021 : Breaking News in Yuba County de Tate Taylor : Gloria Michaels
- 2021 : Mayday de Karen Cinorre : June
- 2024 : Du sang dans la neige (The Thicket) d'Elliott Lester : Cut Throat Bill
- 2025 : By Design de Amanda Kremer : Camille
- 2025 : Opus de Mark Anthony Green : Clara
- 2025 : DreamQuil de Alex Prager : infirmière Chapman
- 2025 : The Trip de Jorma Taccone :

### Télévision
- 1987 : Home Fires (téléfilm) : Maty
- 1987 - 1988 : I Married Dora (série télévisée) : Kate Farrell
- 1988 : Drôle de vie (The Facts of Life) (série télévisée) : Terry Rankin
- 1989 - 1990 : Les Années coup de cœur (The Wonder Years) (série télévisée) : Delores
- 1990 : Trop jeune pour mourir (Too Young to Die?) (téléfilm) : Amanda Sue Bradley
- 1990 : A Family for Joe (série télévisée) : Holly Bankston
- 2001 : Un été en Louisiane (My Louisiana Sky) (téléfilm) : Dorie Kay
- 2001 : Dharma et Greg (série télévisée) : September (saison 5, épisode 6 - L'amie d'enfance)
- 2002 : Debby Miller, une fille du New Jersey (Hysterical Blindness) (téléfilm) : Beth
- 2003 : Free for All (série télévisée) : Paula
- 2004 : À la recherche de la liberté (Chasing Freedom) (téléfilm) : Libby
- 2006 : Earl (My Name Is Earl) (série télévisée) : Jesse
- 2010 : Memphis Beat (série télévisée) : Cleo Groves
- 2012 : The Firm (série télévisée) : Tammy
- 2015 : Wayward Pines (série télévisée) : Beverly
- 2015 : Secrets and Lies (série télévisée) : Détective Andrea Cornell
- 2020 : I Know This Much Is True (mini-série) : Nedra Frank
- 2021 - : Yellowjackets (série télévisée) : Nat
- 2022 : Welcome to Chippendales  (mini-série) : Denise

### Jeux vidéo
- 2010 : Apache Overdose Gangstar III : Nina (voix)
- 2013 : Apache Overdose Gangstar IV  : Nina (voix)

## Distinctions

### Récompenses
- 1991 : Kansas City Film Critics Circle Awards de la meilleure actrice dans un second rôle dans un thriller pour Les Nerfs à vif (Cape Fear) (1991).
- 5e cérémonie des Chicago Film Critics Association Awards 1992 : Actrice la  plus prometteuse dans un thriller pour Les Nerfs à vif (Cape Fear) (1991).
- 1997 : Blockbuster Entertainment Awards de l'actrice préférée dans un second rôle dans une comédie romantique pour Étoile du soir (The Evening Star) (1996).
- 31e cérémonie des Boston Society of Film Critics Awards 2010 : Meilleure actrice dans un second rôle dans un drame biographique pour Conviction (2010).
- 2013 : Hollywood Film Awards de la meilleure distribution de l'année pour Un été à Osage County (August: Osage County) (2013) partagée avec Meryl Streep, Julia Roberts, Ewan McGregor, Chris Cooper, Abigail Breslin, Benedict Cumberbatch, Margo Martindale, Dermot Mulroney, Julianne Nicholson, Sam Shepard et Misty Upham.

### Nominations
- 57e cérémonie des New York Film Critics Circle Awards 1991 : Meilleure actrice dans un second rôle dans un thriller pour Les Nerfs à vif (Cape Fear) (1991)......
- 49e cérémonie des Golden Globes 1992 : Meilleure actrice dans un second rôle dans un thriller pour Les Nerfs à vif (Cape Fear) (1991).
- 1992 : MTV Movie + TV Awards de la meilleure actrice dans un second rôle dans un thriller pour Les Nerfs à vif (Cape Fear) (1991).
- 1992 : National Society of Film Critics Awards de la meilleure actrice dans un second rôle dans un thriller pour Les Nerfs à vif (Cape Fear) (1991).
- 64e cérémonie des Oscars 1992 : Meilleure actrice dans un second rôle dans un thriller pour Les Nerfs à vif (Cape Fear) (1991).
- 1995 : MTV Movie + TV Awards du meilleur duo à l'écran partagé avec Woody Harrelson dans un drame d'action pour Tueurs nés (Natural Born Killers) (1994).
- 1995 : MTV Movie + TV Awards du meilleur baiser partagé avec Woody Harrelson dans un drame d'action pour Tueurs nés (Natural Born Killers) (1994).
- 22e cérémonie des Saturn Awards 1996 : Meilleure actrice dans un second rôle dans un drame d'horreur pour Une nuit en enfer (From Dusk Till Dawn)  (1996).

## Voix françaises
En France, Laurence Charpentier est la voix française régulière de Juliette Lewis. Laurence Crouzet l'a doublée à trois reprises. 
Au Québec, elle est régulièrement doublée par Violette Chauveau.
En France
| - Laurence Charpentier dans : - Strange Days - Plus jamais - Blueberry, l'expérience secrète - Ma vie sans lui - Bliss - Une famille très moderne - Date limite - Wayward Pines (série télévisée) - Nerve - Camping (série télévisée) - A Million Little Pieces - I Know This Much Is True (série télévisée) - Music - Breaking News in Yuba County - Yellowjackets (série télévisée) - Laurence Crouzet dans : - Romeo Is Bleeding - Une nuit en enfer - Retour à la fac | et aussi - Claire Guyot dans Trop jeune pour mourir (téléfilm) - Aurélia Bruno dans Les Nerfs à vif - Virginie Ledieu dans That Night - Rafaèle Moutier dans Maris et Femmes - Françoise Dasque dans Gilbert Grape - Julie Dumas dans Tueurs nés - Nathalie Spitzer dans Basketball Diaries - Sandrine Versele dans La Gorge du diable - Isabelle Leprince dans Conviction - Marjorie Frantz dans Étoile du soir - Anneliese Fromont dans Un été à Osage County, - Vanina Pradier dans Secrets and Lies (série télévisée) - Magali Barney dans The Act (série télévisée) - France Renard dans Welcome to Chippendales (mini-série) |

Au Québec
| - Violette Chauveau dans : - Le Meurtre dans le sang - La Nuit la plus longue - L'Autre Sœur - Starsky et Hutch - La Vie secrète de Daltry Calhoun - Ça roule ! - L'Échange - Date prévue - Le Temps d'un été - Nerve : voyeur ou joueur ? - Ma - Scandale en Direct - Aline Pinsonneault dans : - Chute libre - Sur le grill |